# Fredspolitisk Folkeparti
Fredspolitisk Folkeparti var et politisk parti i Danmark, stiftet 15. december 1963 af en udbrydergruppe fra Det Radikale Venstre med tilknytning til foreningen Een Verden. Partiets mærkesager var dansk udtræden af NATO, opgivelse af enhver form for militært værn samt støtte til internationalt samarbejde i FN-regi og støtte til udviklingslandene.
Den førende kraft bag dannelsen af Fredspolitisk Folkeparti var rektor Aage Bertelsen, som var udtrådt af Det Radikale Venstre i 1962, efter at Det Radikale Venstre i 1961 havde støttet den dansk-vesttyske Enhedskommando under NATO. Bertelsen udgav i 1962 bogen Her er dit våben som indeholdt et 14-punktsprogram for et fredspolitisk parti. Da Fredspolitisk Folkeparti blev dannet blev Her er dit våbens 14-punktsprogram til partiets program.
Fredspolitisk Folkeparti var kortvarigt repræsenteret i Folketinget, da løsgængeren Anders Storgaard, der den 27. marts 1964 var udtrådt af SF, den 26. maj 1964 tilsluttede sig partiet. Partiet opstillede til folketingsvalget 1964 under partibogstavet "M", hvor de opnåede 9.070 stemmer (0,3 %) og røg ud af Folketinget, hvorefter partiet ikke har været opstillet. På Fredspolitiske Folkepartis liste blev der også opstillet kandidater fra Det nye Retssamfund, der var en udbrydergruppe fra Retsforbundet.
Fredspolitisk Folkeparti blev aldrig formelt opløst, men har ikke haft aktiviteter siden 1971, hvor det sidste bestyrelsesmøde blev afholdt.